# Bernhard Finck von Finckenstein
Bernhard Gustav Wilhelm comte Finck von Finckenstein (né le 26 décembre 1863 à Francfort-sur-l'Oder et mort le 6 septembre 1945 à Potsdam) est un général d'infanterie allemand.

## Biographie
Ses parents sont le lieutenant-colonel prussien Konrad Finck von Finckenstein (1820-1884) et son épouse Mathilde, née comtesse von Wartensleben (1835-1918), fille du général Gustav von Wartensleben.
Du 20 février 1909 au 3 juillet 1913, Finck von Finckenstein commande le bataillon de tirailleurs de la Garde (de). Du 4 juillet 1913 au 9 septembre 1914, il commande le 1er régiment de grenadiers de la Garde. Pendant la Première Guerre mondiale, il dirige, entre autres, en tant que commandant, la 2e brigade d'infanterie de la Garde et la 4e division de la Garde jusqu'à sa dissolution à la fin de la guerre. Finck von Finckenstein est décoré de l'ordre Pour le Mérite le 9 avril 1918.
Le 27 août 1939, à l'occasion du 25e anniversaire de la bataille de Tannenberg, il reçoit le caractère de General der Infanterie.
Finck von Finckenstein occupe le poste honorifique de commandeur honoraire de l'Ordre de Saint-Jean.

## Famille
Il se marie le 27 septembre 1896 à Suckow Rose-Marie von Arnim (1875-1952).